# 930 Westphalia
930 Westphalia este un asteroid din centura principală, descoperit pe 10 martie 1920, de Walter Baade.